# Phaeochoraceae
Phaeochoraceae is een familie uit de orde Halosphaeriales van de ascomyceten. Het typegeslacht is Phaeochora.

## Genera
Tot deze familie behoren vier geslachten:
- Cocoicola
- Phaeochora
- Phaeochoropsis
- Serenomyces